# 안덕초등학교 지소분교
안덕초등학교 지소분교는 경상북도 청송군 안덕면 지소리에 있었던 초등학교 분교이다.

## 연혁
- 1921년 8월 26일 지소간이학교 개교
- 1934년 4월 10일 청송공립보통학교 부설 지소간이학교 개편 인가
- 1934년 5월 3일 청송공립보통학교 부설 지소간이학교 개편
- 1935년 4월 30일 안덕공립보통학교 부설 지소간이학교 개편
- 1938년 4월 1일 안덕공립심상소학교 부설 지소간이학교 개편
- 1941년 4월 1일 안덕공립국민학교 지소분교 개편
- 1943년 4월 1일 지소공립국민학교 승격 분리
- 일자미상 지소국민학교 개편
- 1957년 9월 1일 교사 이전 (안덕면 지소동 61)
- 일자미상 지소국민학교 노래분교 설립 인가
- 1961년 5월 3일 노래분교장 개교
- 1992년 2월 28일 노래분교장 폐교 및 본교 통폐합
- 1996년 3월 1일 지소초등학교 개편
- 1999년 9월 1일 안덕초등학교 분교장 격하 편입
- 2000년 3월 1일 제50회 졸업식(누계: 1,868명)
- 2000년 3월 1일 폐교 및 안덕초등학교 통폐합